# تحفيز عضوي
التحفيز العضوي في الكيمياء العضوية هو نوع من أنواع التحفيز المعتمد على حفازات عضوية. تعمل الحفازات العضوية، والمكونة غالباً من عناصر الكربون والهيدروجين والأكسجين والنتروجين والكبريت والفوسفور، على تسريع معدل سرعة التفاعلات الكيميائية المتعلقة.
عندما يكون للحفاز العضوي سمات يدوية (غير متناظر مرآتياً) فإن ذلك يفتح الباب أمام إجراء تفاعلات اصطناع انتقائي تماثلي؛ مثلما هو الحال عند استخدام البرولين في تحفيز التفاعل الألدولي. في سنة 2021 منحت جائزة نوبل في الكيمياء إلى كل من بنيامين ليست وديفيد ماكميلان لأبحاثهما الرائدة في مجال التحفيز العضوي.